# مسکیلاک
مسکیلاک یا مسیکیلا  یکی از دو خدایی اصلی بود که در دیلمون پرستیده می‌شد.

## در دیلمون
مسکیلاک یکی از دو خدایی اصلی دیلمون (دیگری اینزاک) بود و معمولا پژوهشگران آن دو را همسر یکدیگر می‌دانند. پیشنهاد دیگری اینزاک را پسر مسکیلاک در نظر می‌گیرد. گونهٔ دیگری از نام مسکیلاک که گواهی شده، مسیکیلا است. منشا تئونیم مسکیلاک نامشخص است و محققان پیشنهادهای گوناگونی ارائه داده‌اند.

## در بین‌النهرین
مسکیلاک در منابع بین‌النهرین نیز گواهی شده است.

### ارتباط با سایر خداییان
مانفرد کربرنیک استدلال می‌کند که برابری اینزاک و نابو در فهرست خدای متأخر آن = آنو (ša amēli) ممکن است نشان‌دهندهٔ برابری مشابهی بین همسران آنها مسکیلاک و تاشمتوم باشد.

### اساطیر
مسکیلاک در اسطوره انکی و نینهورساگ با نام نینسیکیلا ظاهر می‌شود. او در ابتدای روایت به عنوان الههٔ دیلمون معرفی می‌شود و از انکی کمک می‌خواهد، زیرا سرزمینی که بر آن حکومت می‌کند و انکی به او اختصاص داده، بیابانی است. در حالی که گاهی اوقات فرض شده که او در این قطعه مترادف با نینهورساگ است، این تفسیر عموما پذیرفته نشده است. انکی قول می‌دهد که برای دیلمون آب شیرین فراهم کند و متعاقباً این کار را انجام می‌دهد که به احتمال زیاد به منظور برجسته کردن نقش او در جایگاه یک خدایی مرتبط با آب است. پیشنهاد اولیه مبنی بر اینکه دیلمون در این بخش از اسطوره در جایگاه بهشت ارائه شده است و در ابتدا توسط ساموئل نوآ کریمر در دهه ۱۹۴۰ مطرح شد، دیگر قابل قبول نیست.